# Felix Gall
Felix Gall (* 27. Februar 1998 in Nußdorf-Debant) ist ein österreichischer Radrennfahrer.

## Sportliche Laufbahn
Felix Gall übte von Kindheit an verschiedene Sportarten wie Klettern, Tennis, Skifahren und Taekwondo aus. Durch Schulkameraden, die Triathlon betrieben, kam er zum Radsport.
2015 wurde Gall österreichischer Junioren-Meister im Straßenrennen. Im Herbst des Jahres startete er bei den Straßenweltmeisterschaften im US-amerikanischen Richmond und gewann den Titel des Junioren-Weltmeisters im Straßenrennen. Nach seiner Rückkehr aus den USA wurde er in seinem Heimatort von rund 1000 Menschen empfangen. Er erhielt ein Radsport-Stipendium, einen Führerscheinkurs sowie ein neues Rennrad.
2016 gewann Felix Gall den Junioren-Wettbewerb Trofeo Dorigo Porte, im Jahr darauf erhielt er einen Vertrag beim Development Team Sunweb. 2018 wurde er österreichischer U23-Meister im Straßenrennen. Im März 2019 errang er seinen ersten Erfolg bei einem Elite-Rennen, als er die zweite Etappe und die Gesamtwertung der Istrian Spring Trophy gewann.
Nach drei Jahren im Nachwuchsteam und zwei im WorldTour-Kader des Team DSM, gab Gall 2021 bekannt im kommenden Jahr zum AG2R Citroën Team zu wechseln.
Eigentlich hätte sein Vertrag bei DSM noch ein weiteres Jahr laufen sollen, nachdem es aber immer wieder zu Spannungen zwischen unterschiedlichen Fahrern und der Teamleitung kam, löste Gall seinen Vertrag bereits mit Ende 2021 auf.
2022 erreichte Gall mit dem AG2R Citroën Team den sechsten Platz in der Gesamtwertung der Tour of the Alps.
In der Saison 2023 erzielte er zunächst bei der Tour de Suisse mit dem Gewinn der vierten Etappe seinen ersten Sieg auf der UCI WorldTour und eroberte damit auch für einen Tag das Gelbe Trikot des Gesamtführenden. Im Anschluss gewann er bei der Tour de France als Bester einer größeren Ausreißergruppe die als Königsetappe bezeichnete 17. Etappe. In der Gesamtwertung belegte er Rang acht, Platz zwei in der Bergwertung sowie Platz drei in der Nachwuchswertung. In der Tour de France 2023 gewann er auch die Sonderwertung Souvenir Henri Desgrange.
Im Jahr 2024 fuhr Felix Gall in die Top 10 von Paris–Nizza und der Tour de Suisse, blieb bei der Tour de France als 14. der Gesamtwertung hinter seinen Leistungen des Vorjahres zurück. Bei der Vuelta a España ging er gemeinsam mit Ben O’Connor als Co-Leader an den Start, der die Rundfahrt als Zweiter auf dem Podium beendete. Felix Gall belegte den 29. Rang.

## Privates
Felix Gall war ab 2023 ein paar Monate lang mit der rumänisch-kanadischen Eisschnellläuferin und Radsportlerin Alexandra Ianculescu liiert.

## Ehrungen
- 2023: Österreichs Sportler des Jahres sowie Aufsteiger des Jahres[9]
- 2023: Österreichs Radsportler des Jahres[10]

## Erfolge
2015
- Junioren-Weltmeister – Straßenrennen
- Österreichischer Junioren-Meister – Straßenrennen

2016
- Trofeo Dorigo Porte (Junioren)

2018
- Österreichischer U23-Meister – Straßenrennen

2019
- Gesamtwertung und eine Etappe Istrian Spring Trophy

2023
- eine Etappe Tour de Suisse
- eine Etappe Tour de France

## Grand Tours-Platzierungen
| Grand Tour            | 2022 | 2023 | 2024 | 2025 |
| --------------------- | ---- | ---- | ---- | ---- |
| Giro d’ItaliaGiro     | 50   | –    | –    | –    |
| Tour de FranceTour    | –    | 8    | 14   | 5    |
| Vuelta a EspañaVuelta | –    | –    | 29   |      |